# 元気モンTV
『元気モンTV』（げんきモンてれび）は、1998年3月23日から2000年6月30日まで読売テレビで生放送されていた近畿広域圏向けの情報番組である。

## 概要
読売テレビは1990年代初めまで6時台に近畿広域圏向けの情報番組を制作していたが、1993年9月に『おはようニュースマガジン』が終了したことで自社製作枠から一時撤退。その後、5年間にわたり日本テレビの『ジパングあさ6』を同時ネットしていたが、この番組の登場により読売テレビの朝の近畿広域圏向け情報番組枠が復活した。
放送開始後、5月頃から5:30-5:50まで宮村その美が出演する『元気モン天気』を開始、5:50-7:00までのこの『元気モンTV』と併せて放送。1999年3月1日より、両番組を吸収するという形で5:30-7:00までの『元気モンTV』として放送された。
開始当初は曜日ごとにタレントがパーソナリティとして登場し、読売テレビアナウンサーの三浦隆志と中元綾子（後に退職）が毎日出演。パーソナリティに関連したコーナーも設置していた。しかし、半年経たない8月末からアメリカ留学から帰国した辛坊治郎をチーフプロデューサーに迎え、三浦・中元は続投、辛坊自身が解説委員として出演し、ニュース解説に重点を置く構成をとった。この時から「おはようコールABC」とのライバル関係が本格化する。
1999年2月、プロ野球キャンプインを機に大の阪神タイガースファンの月亭八方がコメンテーターとして登場。ニュースコーナーで辛坊とのやりとりが好評で、八方以外にも出演することとなる。年末には未明から「オールナイトスペシャル」を放送。その際に命名された円広志プロデュースによる番組テーマ曲が2000年3月3日に三浦と中元によるデビューシングル「おめざ」として発売。
2000年6月30日放送終了。三浦は『ズームイン!!朝!』に復帰し、中元と辛坊に加え、読売テレビアナウンサーの森たけしの3人体制で、新番組『あさイチ!』が始まった。
コーナーにはスポーツ紙チェックや辛坊治郎のけさのニュースをはじめ、きょうの「占い」、『NNNニュースジパング』（母体である『ジパングあさ6』のネット打ち切りに伴いこの番組に内包）、けさの芸能、けさのプレゼント、生中継コーナーがあり、後枠の『ズームイン!!朝!』に引き継がれた。当時から退社まで連載していた中元のWeb日記「元気モン日記」「甘いモン日記」はこの番組に由来する。

## 出演者

### 開始当初のパーソナリティ
- 大平サブロー（月）
- 山本太郎（火）
- トゥナイト（水）
- 野々村真（木）
- 円広志（金）
- トミーズ健（金）

### それ以降のパーソナリティ
- 三浦隆志（讀賣テレビ放送アナウンサー）
- 中元綾子（讀賣テレビ放送アナウンサー）※当時
- 辛坊治郎（讀賣テレビ放送解説委員）前述の通り、チーフプロデューサーも兼任。
- 米畑詩子（気象予報士）
- 月亭八方（月・火）
- 森脇健児（水・木）
- 円広志（金）
- 石川敏男
- レネ・ロベロ